# Hertta Kuusinenová
Hertta Elina Kuusinenová (14. února 1904, Luhanka – 18. března 1974, Moskva) byla finská komunistická politička a novinářka, dcera Otto Ville Kuusinena, předsedy finské komunistické vlády z Terijoki. Patřila k nejviditelnějším postavám finského komunistického hnutí. 

## Kariéra
Ve finských parlamentních volbách v roce 1948 získala téměř 59 000 preferenčních hlasů. Krátce po tomto úspěchu se však Kuusinenová dopustila neopatrného vyjádření v tisku, které obsahovalo formulaci, že „Finsko je na československé cestě“ (stalo se tak po komunistickém převratu v Československu), a poskytla tak vládě důvod k zásahu proti její straně. Důsledkem bylo odhalení řady ilegálních skladů zbraní, odstranění komunistických osobností z klíčových postů v policii a na úřadech a zejména skandalizace celé strany, neboť vládní úřady zabavily a zveřejnily tajné stranické dokumenty, v nichž např. i Kuusinenová osobně zpochybňovala zachování finské samostatnosti, či které obsahovaly seznamy politických odpůrců strany, kteří měli být po převzetí moci uvězněni či odstraněni. Kuusinenová se i poté udržela v čele strany, nicméně následkem bylo zhroucení stranických preferencí a strany se z následků skandálu už nikdy nevzpamatovala – volebním úspěchům ze 40. let se už nikdy ani nepřiblížila.